# Steve Norman
Steven Antony Norman (Londra, 25 marzo 1960) è un musicista britannico, sassofonista e percussionista degli Spandau Ballet, gruppo musicale leader del cosiddetto movimento New romantic.

## Biografia

### Gli inizi della carriera
Steve Norman è stato nei primi album degli Spandau Ballet chitarrista insieme a Gary Kemp. Dal terzo album True invece diventa percussionista e introduce il sassofono, che da allora ha conferito una connotazione significativa alla musicalità del gruppo. Insieme agli Spandau Ballet, Norman ha fatto tournée attorno al mondo riscuotendo successo nel corso degli anni 1980. Nel 1985 Norman con gli Spandau Ballet ha suonato al Live Aid nello stadio di Wembley; qui è tornato ad esibirsi al concerto "Free Nelson Mandela", qualche anno più tardi, insieme a Tony Hadley.

### Dopo gli Spandau Ballet
Nei primi anni 1990, dopo lo scioglimento del gruppo, Norman si è trasferito a Ibiza.
Durante la sua permanenza sull'isola, Norman ha collaborato con numerosi musicisti e produttori che risiedevano a Ibiza, tra cui Lenny Krarup, Nacho Sotomayor, Stefan Zauner e DJ Pippi. Norman ha lavorato anche con Rafa Peletey su diversi progetti. Norman ha composto la musica per la compilation Made In Ibiza Chills n´ Thrills e assieme alla Peletey ha composto A Journey Through Savannahper per la loro etichetta discografica, Island Records Pulse.
Norman ha continuato a suonare dal vivo in occasione di eventi in tutto il mondo di musica house con il suo sassofono, percussioni o talvolta al fianco musicisti come Byron Stingily, Frankie Knuckles, Angie Brown, Steve Edwards, Alison Limerick, Jeremy Healy e Brandon Block. Successivamente, Norman ha formato una partnership con Hed Kandi, DJ John Jones e Martin Ikin dal Soul Purpose chiamato 'The Collective'. La loro prima produzione era una rielaborazione di Joe Smooth "Terra Promessa", con Peyton alla voce solista e Shelley Preston ai cori.

### Cloudfish
Nel 2001, Norman e Peletey formano un gruppo chiamato Cloudfish. Hanno chiamato Shelley Preston (ex Bucks Fizz) per fornire la voce. Come risultato, Cloudfish divenne una band con Norman, Preston e Peletey a scrivere e produrre pezzi propri.
Cloudfish hanno continuano a scrivere, produrre e suonare e sono stati gli artisti presenti nel CD omonimo del quintetto italiano, Quintessenza.

### Spandau Ballet reunion
Il 25 marzo 2009 gli Spandau Ballet, a 20 anni dal loro scioglimento, si sono riformati e il 19 ottobre è uscito il loro primo album dopo 20 anni intitolato Once More, dove gli Spandau Ballet ripropongono i loro più grandi successi rivisitati in chiave contemporanea con l'aggiunta di due nuove canzoni.

## Discografia con gli Spandau Ballet

### Album in studio
- 1981 - Journeys to Glory (#5 Regno Unito)
- 1982 - Diamond (#15 Regno Unito)
- 1983 - True (#1 Regno Unito, numero 19 Stati Uniti d'America)
- 1984 - Parade (#2 Regno Unito; numero 50 Stati Uniti d'America; numero 4 Australia)
- 1986 - Through the Barricades (#7 Regno Unito)
- 1989 - Heart Like a Sky (#31 Regno Unito)
- 2009 - Once More (#7 Regno Unito)

### Album dal vivo
- 2005 - Live from the N.E.C.